# 1958-as úszó-Európa-bajnokság
Az 1958-as úszó-Európa-bajnokságot Budapesten, Magyarországon rendezték augusztus 31. és szeptember 6. között. Az Eb-n 20 versenyszámot rendeztek. 15-öt úszásban, 4-et műugrásban és egyet vízilabdában. Először volt verseny vegyesúszásban, váltóban.

## Éremtáblázat
(A táblázatban Magyarország eltérő háttérszínnel kiemelve.)
| Helyezés | Nemzet         | Arany | Ezüst | Bronz | Összesen |
| 1.       | Szovjetunió    | 5     | 6     | 5     | 16       |
| 2.       | Nagy-Britannia | 5     | 4     | 4     | 13       |
| 3.       | Hollandia      | 5     | 3     | 0     | 8        |
| 4.       | Magyarország   | 2     | 2     | 3     | 7        |
| 5.       | Olaszország    | 1     | 2     | 2     | 5        |
| 6.       | Svédország     | 1     | 0     | 2     | 3        |
| 7.       | Franciaország  | 1     | 0     | 0     | 1        |
| 8.       | NSZK           | 0     | 1     | 2     | 3        |
| 9.       | Csehszlovákia  | 0     | 1     | 1     | 2        |
| 10.      | Jugoszlávia    | 0     | 1     | 0     | 1        |
| 11.      | NDK            | 0     | 0     | 1     | 1        |
| Összesen | Összesen       | 20    | 20    | 20    | 60       |

## Érmesek

### Úszás

#### Férfi
| Versenyszám               | Arany                                                                                             | Arany   | Ezüst                                                                             | Ezüst   | Bronz                                                                              | Bronz   |
| ------------------------- | ------------------------------------------------------------------------------------------------- | ------- | --------------------------------------------------------------------------------- | ------- | ---------------------------------------------------------------------------------- | ------- |
| 100 m-es gyorsúszás       | Paolo Pucci · Olaszország                                                                         | 56,3    | Viktor Polevoj · Szovjetunió                                                      | 56,9    | Dobai Gyula · Magyarország                                                         | 57,5    |
| 400 m-es gyorsúszás       | Ian Black · Nagy-Britannia                                                                        | 4:31,3  | Borisz Nyikityin · Szovjetunió                                                    | 4:36,2  | Paolo Galletti · Olaszország                                                       | 4:38,1  |
| 1500 m-es gyorsúszás      | Ian Black · Nagy-Britannia                                                                        | 18:05,8 | Katona József · Magyarország                                                      | 18:13,0 | Gennagyij Androszov · Szovjetunió                                                  | 18:30,2 |
|                           |                                                                                                   |         |                                                                                   |         |                                                                                    |         |
| 100 m-es hátúszás         | Robert Christophe · Franciaország                                                                 | 1:03,1  | Leonyid Barbier · Szovjetunió                                                     | 1:03,9  | Wolfgang Wagner · NDK                                                              | 1:05,5  |
|                           |                                                                                                   |         |                                                                                   |         |                                                                                    |         |
| 200 m-es mellúszás        | Leonyid Kolesznyikov · Szovjetunió                                                                | 2:41,1  | Roberto Lazzari · Olaszország                                                     | 2:41,3  | Klaus Bodinger · NSZK                                                              | 2:41,4  |
|                           |                                                                                                   |         |                                                                                   |         |                                                                                    |         |
| 200 m-es pillangóúszás    | Ian Black · Nagy-Britannia                                                                        | 2:21,9  | Pavel Pazdírek · Csehszlovákia                                                    | 2:22,6  | Graham Symonds · Nagy-Britannia                                                    | 2:25,8  |
|                           |                                                                                                   |         |                                                                                   |         |                                                                                    |         |
| 4 × 200 m-es gyorsváltó   | Szovjetunió · Gennagyij Nyikolajev · Vlagyimir Sztruzsanov · Igor Luzskovszkij · Borisz Nyikityin | 8:33,7  | Olaszország · Frederico Dennerlein · Paolo Galletti · Angelo Romani · Paolo Pucci | 8:41,2  | Magyarország · Katona József · Nyéki Imre · Müller György · Dobai Gyula            | 8:45,3  |
| 4 × 100 m-es vegyes váltó | Szovjetunió · Leonyid Barbier · Vlagyimir Minaskin · Vitalij Zsenyenkov · Viktor Polevoj          | 4:16,5  | Magyarország · Magyar László · Kunsági György · Tumpek György · Dobai Gyula       | 4:20,4  | Olaszország · Gilberto Elsa · Roberto Lazzari · Frederico Dennerlein · Paolo Rocco | 4:21,9  |

#### Női
| Versenyszám               | Arany                                                                             | Arany  | Ezüst                                                                              | Ezüst  | Bronz                                                                                 | Bronz  |
| ------------------------- | --------------------------------------------------------------------------------- | ------ | ---------------------------------------------------------------------------------- | ------ | ------------------------------------------------------------------------------------- | ------ |
| 100 m-es gyorsúszás       | Kate Jobson · Svédország                                                          | 1:04,7 | Cockie Gastelaars · Hollandia                                                      | 1:05,0 | Judy Grinham · Nagy-Britannia                                                         | 1:05,4 |
| 400 m-es gyorsúszás       | Jans Koster · Hollandia                                                           | 5:02,6 | Corrie Schimmel · Hollandia                                                        | 5:02,6 | Nancy Rae · Nagy-Britannia                                                            | 5:07,7 |
|                           |                                                                                   |        |                                                                                    |        |                                                                                       |        |
| 100 m-es hátúszás         | Judy Grinham · Nagy-Britannia                                                     | 1:12,6 | Margaret Edwards · Nagy-Britannia                                                  | 1:12,9 | Larisza Viktorova · Szovjetunió                                                       | 1:13,9 |
|                           |                                                                                   |        |                                                                                    |        |                                                                                       |        |
| 200 m-es mellúszás        | Ada den Haan · Hollandia                                                          | 2:52,0 | Anita Lonsbrough · Nagy-Britannia                                                  | 2:53,5 | Wiltrud Urselman · NSZK                                                               | 2:53,8 |
|                           |                                                                                   |        |                                                                                    |        |                                                                                       |        |
| 100 m-es pillangóúszás    | Tineke Lagerberg · Hollandia                                                      | 1:11,9 | Aartje Voorbij · Hollandia                                                         | 1:12,2 | Marta Skupilová · Csehszlovákia                                                       | 1:14,3 |
|                           |                                                                                   |        |                                                                                    |        |                                                                                       |        |
| 4 × 100 m-es gyorsváltó   | Hollandia · Corrie Schimmel · Tineke Lagerberg · Geertje Kraan · Cocky Gastelaars | 4:22,9 | Nagy-Britannia · Judy Grinham · Elspeth Ferguson · Judith Samuel · Diana Wilkinson | 4:24,2 | Svédország · Birgitta Eriksson · Karin Larsson · Barbro Andersson · Kate Jobson       | 4:28,5 |
| 4 × 100 m-es vegyes váltó | Hollandia · Lenie de Nijs · Ada den Haan · Aartje Voorbij · Cocky Gastelaars      | 4:52,9 | Szovjetunió · Larisza Viktorova · Eve Uusmees · Galina Kamajeva · Ulvi Voog        | 4:54,2 | Nagy-Britannia · Judy Grinham · Anita Lonsbrough · Christine Gosden · Diana Wilkinson | 4:54,3 |

### Műugrás
Férfi
| Versenyszám         | Arany                         | Arany  | Ezüst                        | Ezüst  | Bronz                      | Bronz  |
| ------------------- | ----------------------------- | ------ | ---------------------------- | ------ | -------------------------- | ------ |
| 3 m-es műugrás      | Újvári László · Magyarország  | 141,17 | Horst Rosenfeld · NSZK       | 139,77 | Roman Brener · Szovjetunió | 139,39 |
| 10 m-es toronyugrás | Brian Phelps · Nagy-Britannia | 143,74 | Mihail Csacsba · Szovjetunió | 136,87 | Márton Jenő · Magyarország | 134,68 |

Női
| Versenyszám         | Arany                           | Arany  | Ezüst                              | Ezüst  | Bronz                               | Bronz  |
| ------------------- | ------------------------------- | ------ | ---------------------------------- | ------ | ----------------------------------- | ------ |
| 3 m-es műugrás      | Nyinyel Krutova · Szovjetunió   | 124,22 | Charmian Welsh · Nagy-Britannia    | 123,32 | Valentyina Csumicseva · Szovjetunió | 122,75 |
| 10 m-es toronyugrás | Aldona Kareckaité · Szovjetunió | 81,14  | Raisza Gorohovszkaja · Szovjetunió | 80,93  | Birte Hanson · Svédország           | 80,34  |

### Vízilabda
| Versenyszám | Arany        | Ezüst       | Bronz       |
| ----------- | ------------ | ----------- | ----------- |
| Férfi       | Magyarország | Jugoszlávia | Szovjetunió |